# マンリー・P・ホール
マンリー・パーマー・ホール（Manly Palmer Hall、1901年3月18日 – 1990年8月29日）は、カナダの作家、講師、占星術師、神秘主義者。

## 若年期
ホールは若くして父親を知らなかったという。

## 経歴
ホールは、アメリカ例外主義の証拠の一つとして、アメリカ独立宣言の調印時に天使が介在し、神の言葉でその場を鼓舞させたという話を主張している。